# Född i november
Född i november är ett studioalbum av Orup från 2010. 

## Låtlista
1. Cigarettminut (Orup, Johan Kinde)
2. Säg inte hans namn (Orup)
3. Huddinge (Orup, Johan Kinde)
4. Jag borde fattat (I Keep a Close Watch) (Orup, Johan Kinde)
5. Född i november (Orup, Johan Kinde)
6. Tiden bara gick (Orup, Johan Kinde)
7. Jag var alltför ung (Orup, Johan Kinde)
8. Inte mycket jag behöver (Orup, Johan Kinde)
9. Ett annorlunda liv (Orup, Johan Kinde)

## Medverkande
- Orup — sång, gitarr, bas
- Rikard  Nilsson — piano, orgel
- Andreas Dahlbäck — trummor
- Peter Kvint — bas, gitarr, synt, piano, steel guitar, slagverk, producent

## Listplacering
| Lista (2010—2011) | Topplacering |
| ----------------- | ------------ |
| Sverige           | 3            |

### Fotnoter
1. ↑  ”Orup”. 23 september 2010. Arkiverad från originalet den 4 mars 2016. https://web.archive.org/web/20160304121546/http://www.orup.se/2010/09/orup-slapper-nytt-album-%E2%80%9Cfodd-i-november%E2%80%9D-release-den-24-november/. Läst 7 maj 2011.
2. ↑  ”Svensk mediedatabas”. http://smdb.kb.se/catalog/id/002694460. Läst 7 maj 2011.
3. ↑  ”Listplacering”. http://hitparad.se/showitem.asp?interpret=Orup&titel=F%F6dd+i+november&cat=a. Läst 8 maj 2011.